# Aechmea mulfordii
Aechmea mulfordii är en gräsväxtart som beskrevs av Lyman Bradford Smith. Aechmea mulfordii ingår i släktet Aechmea och familjen Bromeliaceae. Inga underarter finns listade i Catalogue of Life.